# När du tar mig i din famn
När du tar mig i din famn (со швед. — «когда ты обнимаешь меня») — песня шведской певицы Агнеты Фельтског, записанная ею для альбома 1979 года Tio år med Agnetha. В апреле того же года она была выпущена как сингл, на второй стороне которого находился самый первый хит Агнеты, «Jag var så kär». В конце года песня возглавила радио-чарт Svensktoppen, удерживая первую строчку с 4 ноября 1979 года по 27 января 1980 года.
В 1998 году была выпущена версия песни на английском языке под названием «The Queen of Hearts». Сингл достиг 53-го места в официальном шведском чарте. Стоит заметить, что данный сингл был приурочен к выходу сборника Агнеты «That’s Me», а сама запись, сделанная в 1981 году, изначально планировалась как демо-трек и для релиза не планировалась. Тем показательнее успех сингла, который стал первой новой работой артистки, опубликованной с 1988 года.

## Список композиций
Сингл (1979)
1. När du tar mig i din famn
2. Jag var så kär

Сингл (1998)
1. The Queen of Hearts — 3:22
2. Eyes of a Woman — 3:55

CD-maxi (1998)
1. The Queen of Hearts
2. One Way Love
3. I Won’t Let You Go
4. Eyes of a Woman

## Чарты
| Чарт              | Высшая позиция | Год       | Примечание                      |
| ----------------- | -------------- | --------- | ------------------------------- |
| Sverigetopplistan | 53             | 1998      | как «The Queen of Hearts»       |
| Svensktoppen      | 1              | 1979-1980 | как «När du tar mig i din famn» |